# Чилийско-эстонские отношения
Чилийско-эстонские отношения — двусторонние дипломатические отношения между Чили и Эстонией. Государства являются членами Организации экономического сотрудничества и развития и Организации Объединённых Наций.

## История
Чили вновь признала Эстонию 28 августа 1991 года, а дипломатические отношения между странами были установлены 27 сентября 1991 года. Интересы Чили представлены в Эстонии через своего посла, который находится в Хельсинки (Финляндия), и через почётное консульство в Таллине. Эстония реализует интересы в Чили через почётное консульство в Сантьяго. В июне 2007 года посол Чили в Эстонии Карлос Парра Мерино официально вручил верительные грамоты президенту Эстонии Тоомасу Хендрику Ильвесу.

## Двусторонние соглашения
2 декабря 2000 года вступило в силу Соглашение о безвизовом режиме между Эстонией и Чили. Кроме того, страны подписали Меморандум о сотрудничестве между министерствами иностранных дел.

## Торговля
Чили является одним из важнейших внешнеторговых партнеров Эстонии в Южной Америке. В 2007 году товарооборот между странами составил сумму 6,3 миллиона евро. Экспорт Эстонии в Чили: машинное и механическое оборудование, минеральное топливо. Чили экспортирует в Эстонию: вино, рыбу, ракообразных и фрукты. В 2004 году 83 % чилийского экспорта в Эстонию, на тот момент составлявшего 2,4 миллиона евро, являлось вино. В 2008 году чилийские вина занимали самую высокую долю на рынке импортных вин Эстонии, за ними следовали вина Испании.

## Культура
В 2006 году Эстония и Чили выпустили совместную серию марок на антарктическую тематику, разработанную Юлле Марксом и Юри Кассом, с изображениями императорского пингвина и полосатика. Произведения чилийских писателей Исабель Альенде, Пабло Неруды и Хосе Доносо переведены на эстонский язык.